# José Esteves da Conceição Mascarenhas
José Esteves da Conceição Mascarenhas (Lamego, 21 de maio de  1881 — Ramalde, 1 de dezembro de 1955) foi um oficial general do Exército Português que, entre outras funções de relevo, foi Ministro da Guerra no 44.º governo republicano, presidido por Domingos Pereira, em funções de 30 de outubro a 17 de dezembro de 1925, e continuando no cargo no 45.º governo republicano, presidido por António Maria da Silva, em funções de 17 de dezembro de 1925 a 30 de maio de 1926.

## Biografia
Nasceu em Lamego, filho de Joaquim Rodrigues Esteves de Mascarenhas, natural de Montemor-o-Velho, oficial do Exército, e de sua esposa, Amélia Rosa da Conceição, natural de Lisboa. O nascimento em Lamego deveu-se ao pai estar naquela cidade como tenente no Regimento de Infantaria n.º 9, regimento para ali transferido em 1839. Estudou no Colégio Militar, ingressando de seguida na Escola do Exército, onde fez o curso de Artilharia.
Seguiu a carreira de oficial do Exército, na arma de Artilharia. Durante a Primeira Guerra Mundial, participou na Campanha do Sul de Angola, comandada pelo general Pereira d'Eça, e depois combateu em França integrado no Corpo Expedicionário Português (CEP). 
Em 1919, tomou parte nas operações contra os revoltosos monárquicos da Monarquia do Norte, em Monsanto e no Minho e Trás-os-Montes. Concluiu o curso do Estado-Maior, sendo colocado, no posto de tenente-coronel no Estado Maior do Exército. Entre 30 de outubro de 1925 e 29 de maio de 1926, foi Ministro da Guerra do penúltimo e do último governo republicano, integrando o governo derrubado pelo golpe militar de 28 de maio de 1926. Já sob a Ditadura Militar e o Estado Novo foi sucessivamente promovido a coronel (1927), brigadeiro (1939) e general (1940), desempenhanso as funções de subchefe do Estado-Maior do Exército durante a Segunda Guerra Mundial e de director da Arma de Artilharia.
Foi condecordo com o grau de oficial da Ordem Militar da Torre e Espada, do Valor, Lealdade e Mérito a 5 de Fevereiro de 1922.